# Nikola Božidarević
Nikola Božidarević (lat. Nicolaus Rhagusinus) poznat u Italiji i kao Nicolò Raguseo (vjerojatno Kotor oko 1460. – Dubrovnik 1517.) bio je najveći dubrovački i hrvatski slikar na prijelazu iz gotike u renesansu.

## Životopis
Sin slikara Božidara Vlatkovića iz Slanog, vjerojatno je rođen u Kotoru (Crna Gora) oko 1460. godine. Spominje se 1475. kao izvođač freski u Kneževu dvoru, a 1476. kao učenik slikara Petra Ognjanovića iz čije radionice 1477. godine polazi na nauk u Veneciju. Poslije dužeg boravka u Italiji ponovno se javlja u Dubrovniku 1494. godine gdje zajedno s ocem sklapa ugovor za poliptih na Gradićevu oltaru u dubrovačkoj dominikanskoj crkvi. U suradnji s ocem, 1495. godine slika i poliptih za franjevačku crkvu u Cavtatu. Prvi samostalni ugovor sklapa 1497. za izradu poliptiha na oltaru obitelji Gradić u dubrovačkoj katedrali. God. 1502., uzima pomoćnika u radionici, a 1504. slika veliki trodijelni oltar-relikvijar u crkvi Sv. Marije Velike, 1508. manji oltar u crkvi Sv. Nikole. Potom 1510. slika i četvrti veliki oltar u katedrali, te prima narudžbu za sliku sv. Jeronima u dvorani Kneževa dvora. Za obitelj Gradić slika niz djela i poliptih za oltar Sv. Josipa u katedrali, no u tome ga radu prekida smrt 1518. god.
Iz njegove opruke je izašlo na vidjelo kako je uspio skupiti poprilično bogatstvo za svoje vrijeme koje je iznosilo 30 zlatnih dukata i veliku zbirku medalja. Nikad se nije ženio, vjerojatno zato što je cijeli život ostao jako vezan za oca koji ga je nadživio.

## Djela
Sačuvana su samo četiri Božidarevićeva djela i jedno djelo njegove radionice: 
- Triptih u Bundićevoj kapeli dominkanskog samostana u Dubrovniku ima zlatnu pozadinu i oblik triptiha lokalne tradicije, ali i renesansnu perspektivu, simetričnost kompozicije i plastičnost likova. Po vjernom prikazu Dubrovnika kojega u rukama drži sv. Vlaho na bočnom panelu triptiha, slika je datirana u početak 16. st.
- „Gospa među svecima”, oltarna slika obitelji Đorđić u dominikanskoj crkvi u Dubrovniku, je prvi prikaz motiva »sacra conversazione« („Sveti razgovori”) s likovima Gospe, sv. Julijana, sv. Jakova i minijaturnim pokleklim donatorom, te zabatom s prikazom „Oplakivanja Krista” nad glavnom kompozicijom.
- „Blagovijest” za dominikansku crkvu u Lopudu (danas u zbirci dominikanskog samostana u Dubrovniku), je prva slika u Hrvatskoj gdje su likovi smješteni u pejzaž. Tu sliku koju je slikao oko 1513 potpisao je kao Nicolaus Rhagusinus.[3] Također je zanimljivo podnožje slike s prikazom Kolendićeva jedrenjaka i biblijskih prizora, te prizori iz života naručitelja i lopudskih dominikanaca na bočnim poljima.
- Poliptih u crkvi na Dančama sa središnjim likom Gospe s Djetetom među anđelima i likovima sv. Grgura i sv. Martina s prosjakom na bočnim poljima. Osobito je zanimljiv detalj na prizoru sv. Martina koji nosi mač s odrazom Kristova lica. Naime, raskošno odjeven vitez na konju, sv. Martin, reže dio plašta i daje siromahu, a autorovo majstorstvo otkriva kako se u oštrici mača ogleda glava prosjaka, koji je zapravo Krist, što se vidi po aureoli (po nekima to je autorov autoportret).[4]
- Triptih u franjevačkoj crkvi na Lopudu iz 1513. godine je djelo njegove radionice jer nosi očite odlike njegova stila, ali ne i njegovu izrvsnost obrade.

Na njegovo slikarstvo su najviše utjecali slikari rane renesanse Vittore Carpaccio, braća Crivelli, Pietro Perugino i Pinturicchio, a njega je najviše slijedio dubrovački slikar Mihajlo Hamzić. U svojim slikama Božidarević je ostvario sintezu domaće slikarske tradicije i novih kompozicijskih i kolorističkih kvaliteta. Iz njegovih djela mjestimice zrači duh i vizija renesanse i predstavljaju jedno od najvrjednijih cjelina starog hrvatskog slikarstva.

## Poveznice
- Renesansa u Hrvatskoj
- Dubrovačka Republika